# Cedicus bucculentus
Espèce
Cedicus bucculentus est une espèce d'araignées aranéomorphes de la famille des Desidae.

## Distribution
Cette espèce est endémique d'Uttarakhand en Inde,. Elle se rencontre dans le Jaunsar-Bawar.

## Description
La femelle holotype mesure 13 mm.

## Systématique et taxinomie
Cette espèce a été décrite par Simon en 1889.

## Publication originale
- Simon, 1889 : « Arachnides de l'Himalaya, recueillis par MM. Oldham et Wood-Mason, et faisant partie des collections de l'Indian Museum. Première partie. » Journal of the Asiatic Society of Bengal, vol. 58, p. 334-344 (texte intégral).